# Klaus Nonnenmann
Klaus Nonnenmann (* 9. August 1922 in Pforzheim; † 11. Dezember 1993 ebenda) war ein deutscher Schriftsteller.

## Leben und Wirken
Klaus Nonnenmann war der Sohn eines Kaufmanns. Er besuchte ein Gymnasium in seiner Heimatstadt und legte dort 1941 seine Reifeprüfung ab. Am Zweiten Weltkrieg nahm er als Bordfunker teil und geriet in amerikanische Kriegsgefangenschaft. Nach Kriegsende begann er ein Studium der Soziologie, Romanistik und Germanistik an der Universität Heidelberg, das er jedoch wegen einer Tuberkulose-Erkrankung abbrechen musste. Er lebte von da an als freier Schriftsteller.
Klaus Nonnenmann schrieb anfangs Gedichte und kleinere Prosawerke für verschiedene Zeitungen und den Rundfunk. Einige Bekanntheit erlangte er durch seinen ersten Roman Die sieben Briefe des Doktor Wambach, ein verspielt-skurriles Buch, aus dem er 1959 vor der Gruppe 47 las. Bei seinem zweiten Roman Teddy Flesh (1964) handelt es sich um eine formal ungewöhnlich ambitionierte und wiederum sehr versponnene Aussteigergeschichte, die von der Kritik mit Werken von Sterne und Jean Paul verglichen wurde. Da jedoch auch dieser Roman Nonnenmann nicht den erhofften Durchbruch beim Publikum brachte und zudem der Freitod seiner ersten Frau den Autor stark erschüttert hatte, zog er sich vom Literaturbetrieb zurück. Von 1959 bis 1971 lebte er in Gaienhofen am Bodensee, danach in Straubenhardt-Feldrennach. Bis 1977 wirkte er fast nur noch als Dramaturg. Versuche, Nonnenmanns Werke in den achtziger und neunziger Jahren und postum der Leserschaft nahezubringen, blieben weitgehend erfolglos. Wie zu Lebzeiten ist Nonnenmann auch nach seinem Tod ein literarischer Außenseiter und Geheimtipp.
Klaus Nonnenmann war seit 1970 Mitglied des Verbands Deutscher Schriftsteller und seit 1971 des PEN-Zentrums der Bundesrepublik Deutschland. 1964 erhielt er den Förderpreis des Südwestfunks.

## Werke
- Die sieben Briefe des Doktor Wambach. Olten [u. a.] 1959, Neuauflage Tübingen 2007.
- Vertraulicher Geschäftsbericht. Olten [u. a.] 1961.
- Teddy Flesh oder Die Belagerung von Sagunt. Olten [u. a.] 1964.
- Herbst. Darmstadt [u. a.] 1977.
- Kongreß der Zauberer. Frankfurt am Main 1992.
- Der Brief. Der Tod des Romanisten. Uhldingen 1998.
- Ein Lächeln für morgen. Tübingen 2000.

## Herausgeberschaft
- Deutsche Literatur. Olten 1963.